# Pyura lignosa
Pyura lignosa är en sjöpungsart som beskrevs av Wilhelm Michaelsen 1908. Pyura lignosa ingår i släktet Pyura och familjen lädermantlade sjöpungar. Inga underarter finns listade i Catalogue of Life.